# 2月2日
2月2日公历（平年）年的第33天，离一年的结束还有332天（闰年是333天）。

## 大事记

### 20世紀以前
- 506年：西哥特第八任国王亚拉里克二世公布《亚拉里克法律要略》。
- 962年：教宗若望十二世加冕鄂圖一世成為神聖羅馬皇帝，建立神聖羅馬帝國。
- 1033年：勃艮第王国成为康拉德二世统治下的神圣罗马帝国的一部分。
- 1421年：明朝正式迁都北京。
- 1536年：西班牙征服者佩卓·門多薩率領遠征隊在南美洲建立布宜諾斯艾利斯。
- 1709年：英國船長伍茲·羅傑斯及船員們營救被困在無人島上的水手亞歷山大·塞爾科克。
- 1848年：美國與墨西哥簽署轉讓土地的《瓜達盧佩-伊達爾戈條約》，美墨戰爭結束。
- 1892年：威廉·潘特（英语：William Painter (inventor)）獲得皇冠式瓶蓋專利。
- 1895年：日军占领威海卫。

### 20世紀
- 1913年：全球公共建築空間最大的鐵路車站纽约中央火车站启用。
- 1914年：北洋政府决定开辟山东龙口为对外贸易商埠。
- 1920年：爱沙尼亚同苏联签订和约并宣布独立。
- 1920年：胡适启用新式标点符号。
- 1922年：爱尔兰意识流文学作家詹姆士·乔伊斯的现代主义长篇小说《尤利西斯》正式出版。
- 1923年：英國從愛爾蘭撤軍。
- 1934年：美國官方出口信用保險（英语：Export credit agency）機構「美國進出口銀行」成立。
- 1943年：德国元帅弗里德里希·包路斯的第6军团向苏联红军投降，斯大林格勒战役结束。
- 1948年：年关将近，中国上海军警驱赶占据申新第九棉纺织厂的罢工工人，造成“申九惨案”，3名女工死亡。
- 1959年：佳特洛夫事件發生於蘇聯境內的北烏拉爾山脈中9名登山者神秘死亡的離奇事件。
- 1967年：美国篮球协会（ABA）宣布成立。
- 1971年：《濕地公約》（又稱《拉姆薩爾公約》）在伊朗拉姆薩爾簽署。
- 1974年：美国通用动力公司设计的F-16战隼战斗机原型机进行首次试飞。
- 1981年：韓國教育放送公社創立。
- 1982年：敘利亞軍隊對穆斯林兄弟會暴動所在的西部城市哈馬展開轟炸行動，造成至少7,000人死亡。
- 1990年：南非总统戴克拉克宣布废除对南非非洲人国民大会等反种族隔离政党的禁令，同日，蘇聯取消一黨制。

### 21世紀
- 2004年：瑞士網球選手羅傑·費德勒成為ATP世界排名第一男子單打選手，之後以連續237周的保持成績打破了過往紀錄。
- 2008年：法国总统萨科齐和著名模特、歌手卡拉·布吕尼闪电结婚。
- 2009年：辛巴威儲備銀行第三度對辛巴威元給予貨幣貶值，使得新制度的1辛巴威元相當於過去1兆辛巴威元。
- 2022年：2022年自由車隊示威：加拿大保守黨黨領艾林·奧圖爾被保守黨黨團罷免。
- 2024年：正在监狱服刑的马来西亚前首相纳吉·阿都拉萨获得减刑，刑期从12年减至6年。他任相时曾卷入一个马来西亚发展有限公司丑闻（1MDB）。

## 出生
- 450年：查士丁一世，東羅馬帝國皇帝。（527年逝世）
- 1426年：萊昂諾爾女王，納瓦拉女王。（1479年逝世）
- 1866年：辜顯榮，台灣商人，在乙未割臺時以臺北士紳名義接應日本軍進入臺北城而知名。（1937年逝世）
- 1875年：弗里茨·克莱斯勒，奧地利裔美國小提琴家、作曲家。（1962年逝世）
- 1882年：詹姆斯·喬伊斯，愛爾蘭作家、詩人。（1941年逝世）
- 1887年：洪思翊，大韓帝國軍人和朝鮮日治時期日本陸軍軍人。（1946年逝世）
- 1889年：讓·德·拉特爾·德·塔西尼，法國元帥。（1952年逝世）
- 1893年：庫諾·霍夫邁斯特，德國天文學家。（1968年逝世）
- 1895年：陳澄波，台灣畫家，二二八事件受難者。（1947年逝世）
- 1895年：喬治·哈拉斯，美國職業美式足球運動員、教練。（1983年逝世）
- 1896年：蔣渭川，臺灣政治人物。（1975年逝世）
- 1896年：卡齊米日·庫拉托夫斯基，波蘭數學家。（1980年逝世）
- 1901年：雅沙·海飛茲，立陶宛小提琴家。（1987年逝世）
- 1905年：艾茵·蘭德，俄裔美國哲學家、小說家。（1982年逝世）
- 1907年：沃爾特·唐納森，蘇格蘭職業撞球運動員。（1973年逝世）
- 1912年：米爾維娜·迪恩，英國公務員、製圖師，鐵達尼號最後一位逝去的生還者。（2009年逝世）
- 1917年：林之助，臺灣畫家，被譽為「臺灣膠彩畫之父」。（2008年逝世）
- 1919年：韓丁，美國農民、記者。（2004年逝世）
- 1926年：瓦萊里·吉斯卡爾·德斯坦，法國經濟學家、政治人物，第20任法國總統，被譽為「歐盟憲法之父」、「現代歐元之父」。（2020年逝世）
- 1929年：喬治·邦德，英國登山家，首批登上干城章嘉峰者。（2011年逝世）
- 1929年：維拉·希蒂洛娃，捷克電影導演。（2014年逝世）
- 1931年：德里斯·范阿赫特，荷蘭政治人物，前任荷蘭首相。（2024年逝世）
- 1933年：司馬中原，臺灣小說作家。（2024年逝世）
- 1934年：曾憲梓，香港政界人士。（2019年逝世）
- 1935年：堀絢子，日本女性聲優、舞台演員。（2024年逝世）
- 1935年：葉夫根尼·韋利霍夫，俄羅斯核物理學家。（2024年逝世）
- 1944年：阿基勒·阿基洛夫，塔吉克斯坦政治人物，前任塔吉克斯坦總理。
- 1946年：伊薩亞斯·阿費沃爾基，厄立特里亚政治人物，現任厄立特里亚总统。
- 1947年：法拉·佛西，美國女演員。（2009年逝世）
- 1948年：阿道法斯·什萊扎維丘斯，立陶宛政治人物，前任立陶宛總理。（2022年逝世）
- 1948年：蔡志忠，台灣漫畫家。
- 1949年：馮光青，越南國防部部長。（2021年逝世）
- 1952年：朴槿惠，韓國政治人物，第18任大韓民國總統
- 1952年：約翰·康寧，美國政治人物，現任德克薩斯州聯邦參議員
- 1954年：梁能仁，香港足球運動員
- 1954年：董瑋，香港男演員、導演
- 1958年：尹揚明，香港演員。
- 1960年：惠英紅，香港演員
- 1961年：戴春榮，中國女演員
- 1962年：菲利普·柯婁代，法國作家、電影導演
- 1965年：蘇震清，臺灣政治人物
- 1966年：鶴卷和哉，日本動畫監督
- 1966年：新泉留衣，日本漫畫家、插畫家
- 1969年：彭羚，香港女歌手
- 1969年：方雪莉，臺灣女性配音員
- 1972年：HISASHI，日本樂隊GLAY成員
- 1973年：譚得志，香港政治人物
- 1977年：夏奇拉，哥伦比亚女歌手
- 1978年：李智雅，韓國演員
- 1980年：張靜初，中國演員
- 1981年：草莓牛奶，日本AV女优（2012年逝世）
- 1981年：北川弘美，日本女演員
- 1981年：許哲珮，台灣女歌手
- 1982年：簡美妍，韓國演員
- 1982年：韓佳人，韓國女演員
- 1983年：李依曉，中國演員
- 1984年：胡金龍，台灣棒球選手
- 1984年：張振煊，中國演員
- 1985年：迈克尔·里瓦斯，日本歌手、聲優
- 1985年：桐山漣，日本演員
- 1987年：碧基，西班牙足球運動員
- 1987年：劉祿存，台灣歌手、演員
- 1987年：錢俞安，台灣演員
- 1987年：宋茜，韓國女子偶像團體F(x)隊長
- 1988年：梁諾妍，香港全職模特兒、跑步健身教練
- 1989年：伊萬·佩里希奇，克羅埃西亞職業足球運動員
- 1989年：司徒鈺芸，香港動作演員、歌手
- 1990年：鄭河娜，韓國歌手、舞者
- 1992年：郭俊麟，臺灣職業棒球運動員
- 1993年：P.O，韓國男子偶像團體Block B成員
- 1994年：亞歷山德拉·米羅斯洛，波蘭女子運動攀登運動員
- 1996年：保羅·麥斯卡，愛爾蘭男演員
- 1996年：茱蒂蒙·瓊查容蘇因，泰國女演員、模特兒
- 1998年：孫安可，中國女演員
- 1998年：加藤史帆，日本女子偶像團體日向坂46成員
- 2000年：村上宗隆，日本職業棒球運動員
- 2004年：岩本蓮加，日本女子偶像團體乃木坂46成員

## 逝世
- 1793年：威廉·艾頓，蘇格蘭植物學家。（1731年出生）
- 1864年：阿德萊德·安妮·普魯克特，英國詩人、慈善家。（1825年出生）
- 1907年：德米特里·門得列夫，俄国化学家。（1834年出生）
- 1925年：米哈伊尔·伏龙芝，苏联统帅、军事理论家。（1885年出生）
- 1941年：迪萊爾·斯圖爾特，美國天文學家。（1870年出生）
- 1943年：岡明之助，日本陸軍上校。（1890年出生）
- 1944年：朱生豪，中國翻译家。（1912年出生）
- 1950年：康斯坦丁·卡拉西奧多里，希臘數學家。（1873年出生）
- 1969年：熊庆来，中国数学家。（1893年出生）
- 1970年：伯特蘭·羅素，英國哲學家、數學家、邏輯學家，1950年諾貝爾文學獎得主。（1872年出生）
- 1972年：娜塔莉·克利福德·巴尼，美國劇作家、詩人、小說家。（1876年出生）
- 1978年：唐君毅，新儒家，哲學家，教育家，思想家。（1909年出生）
- 1979年：席德·维瑟斯，英国贝斯手，性手枪樂團成員。（1957年出生）
- 1983年：科倫坦·路易·科爾弗朗，法國科學家。（1901年出生）
- 1997年：秦基偉，原中國共產黨中央政治局委員、第八屆全國人民代表大會常務委員會副委員長、中央軍事委員會前委員、國務委員兼中華人民共和國國防部部長、北京軍區原司令員。（1914年出生）
- 2008年：林之助，台灣膠彩畫之父。（1917年出生）
- 2008年：姚卓然，香港足球運動員。（1929年出生）
- 2010年：黃廷方，新加坡及香港企業家。（1929年出生）
- 2014年：菲利浦·西摩·霍夫曼，美國男演員。（1967年出生）
- 2021年：汤姆·穆尔爵士，英國二戰老兵、慈善家，金氏世界紀錄作為個人在慈善籌款活動中籌集資金最多的人。（1920年出生）
- 2022年：張仲威，中國農業經濟學家。（1924年出生）
- 2022年：莫妮卡·維蒂，義大利女演員。（1931年出生）
- 2022年：比爾·費奇，美國NBA聯盟主前教練。（1934年出生）
- 2024年：河國榮，澳洲籍香港男演員。（1965年出生）
- 2025年：徐熙媛，台灣女演員、主持人。（1976年出生）

## 节假日和习俗
- 世界濕地日
- ：青年节
- 美国、 加拿大：土撥鼠日
- 爱沙尼亚：塔尔图和约纪念日
- 法國：可麗餅日
- 爱尔兰：聖燭節
- 日本：雙馬尾日
- 菲律賓：宪法日
- 俄羅斯：斯大林格勒战役胜利日
- 國際刺蝟日